# Tom Lengy
Tom Lengy (hebräisch טום לנגי; * 22. November 2006) ist ein israelischer Leichtathlet, der sich auf den Stabhochsprung spezialisiert hat.

## Sportliche Laufbahn
Erste internationale Erfahrungen sammelte Tom Lengy im Jahr 2025, als er bei den U20-Balkan-Hallenmeisterschaften in Sofia mit übersprungenen 4,72 m die Silbermedaille gewann. Im Juli belegte er bei den Balkan-Meisterschaften in Volos mit 4,70 m den neunten Platz, ehe er bei den U20-Europameisterschaften in Tampere mit 5,30 m auf Rang sieben gelangte. 
2025 wurde Lengy israelischer Meister im Stabhochsprung.